# 夏普斯堡 (北卡羅萊納州)
夏普斯堡（英語：Sharpsburg）是一個位於美國北卡羅萊納州厄齊康縣、納什縣及威爾遜縣的城鎮。

## 人口
根據2020年美國人口普查的數據，夏普斯堡的面積為2.57平方千米，皆為陸地。當地共有人口1697人，而人口密度為每平方千米660人。